# Thinobius nitidulus
Thinobius nitidulus är en skalbaggsart som beskrevs av Max Bernhauer 1905. Thinobius nitidulus ingår i släktet Thinobius och familjen kortvingar. Inga underarter finns listade i Catalogue of Life.